# Накопичена енергія циклону
Накопичена енергія циклону (ACE) – це показник, який використовується різними агентствами для вираження енергії, вивільненої тропічним циклоном протягом його життя. Він розраховується шляхом підсумовування квадрата максимальних постійних вітрів тропічного циклону, виміряних кожні шість годин. Отриману загальну суму можна розділити на 10 000, щоб зробити її більш керованою, або додати до інших підсумкових значень, щоб отримати загальну суму для певної групи штормів.
Спочатку розрахунок був створений Вільямом Греєм та його колегами з Університету штату Колорадо як індекс потенціалу руйнування ураганами, який взяв квадрат максимальної тривалості вітру кожного урагану понад 65 вузлів (120 км/год; 75 миль/год) кожні шість годин. Цей індекс був скоригований Національним управлінням океанічних і атмосферних досліджень Сполучених Штатів у 2000 році, щоб включати всі тропічні циклони з вітром вище 35 вузлів (65 км/год; 40 миль/год) і перейменовано в накопичену енергію циклону. Відтоді цей індекс використовувався іншими агентствами для розрахунку накопиченої циклонної енергії шторму, включно з Австралійським бюро метеорології та Індійським метеорологічним департаментом.
Найвищий ACE, розрахований для одного тропічного циклону в усьому світі, становить 87,01, встановлений циклоном «Фредді» в 2023 році.

## Історія
Індекс накопиченої енергії циклону спочатку був створений Вільямом Греєм та його колегами з Університету штату Колорадо як індекс потенціалу руйнування ураганами (HDP). Вони стверджували, що руйнування ураганного вітру та штормового нагону краще пов’язані з квадратом максимальної швидкості вітру (Vmax 2 ), ніж просто з максимальною швидкістю вітру. Індекс був розрахований шляхом зведення в квадрат очікуваної максимальної постійної швидкості вітру для всіх тропічних циклонів зі швидкістю вітру понад 65 вузлів (120 км/год; 75 миль/год) кожні шість годин протягом усього сезону. Згодом ця шкала була скоригована Сполученими Штатами Національне управління океанічних і атмосферних досліджень (NOAA) включає всі тропічні циклони зі швидкістю вітру понад 35 вузлів (65 км/год; 40 миль/год). NOAA також перейменувало його в індекс накопиченої енергії циклону. Оскільки шкала була скоригована NOAA, загальна кількість штормів використовувалася різними агенціями та дослідниками, включаючи Австралійське бюро метеорології та Індійський метеорологічний департамент. Ці цілі включають класифікацію того, наскільки активним був сезон тропічних циклонів, а також визначення можливих довгострокових тенденцій у певній місцевості, такій як Малі Антильські острови.

## Розрахунок
Накопичена енергія циклону за сезон обчислюється шляхом підсумовування квадратів оціненої максимальної постійної швидкості кожного тропічного циклону, який має швидкість вітру 35 вузлів (65 км/год; 40 миль/год) або вище з шестигодинними інтервалами. Числа зазвичай діляться на 10 000, щоб зробити їх більш зручними. Одна одиниця ACE дорівнює 10 4  kn 2, і для використання як індексу приймається одиниця. Таким чином:
{\displaystyle {\text{ACE}}=10^{-4}\sum v_{\max }^{2}}
where vmax оцінена стійка швидкість вітру у вузлах.
Кінетична енергія пропорційна квадрату швидкості, і, додаючи енергію за певний проміжок часу, можна знайти накопичену енергію. Коли тривалість шторму збільшується, більше значень підсумовується, і ACE також збільшується, тому довготривалі шторми можуть накопичувати більший ACE, ніж більш потужні шторми меншої тривалості. Хоча ACE є величиною, приблизно пропорційною певному інтегралу кінетичної енергії системи за часом, це не є прямим обчисленням енергії (маса повітря, що переміщується, і, отже, розмір шторму вплине на обчислення реальної енергії).

## Атлантичний океан

Накопичена циклонна енергія північноатлантичних ураганів..

Найвищий показник ACE для одного шторму в Атлантиці становить 73,6 для урагану Сан-Чіріако в 1899 році. Ураган 4 категорії, який тривав чотири тижні, цей одиничний шторм мав ACE вищий, ніж багато сезонів шторму в Атлантиці. Інші атлантичні шторми з високим ACE включають ураган «Іван» у 2004 році – ACE 70,4, ураган «Ірма» у 2017 році – ACE 64,9, Великий чарльстонський ураган у 1893 році – ACE 63,5, ураган «Ізабель» у 2003 році з ACE 63,3 і ураган Куба 1932 року – ACE 59,8.
З 1950 року найвищим ACE тропічного шторму був Тропічний шторм Лаура в 1971 році, який досяг ACE 8,6. Найвищим ACE урагану категорії 1 був ураган «Надін» у 2012 році, який досяг ACE 26,3. Найнижчий ACE тропічного шторму були Тропічні шторми Кріс (2000) та Філіп (2017), обидва з яких тривали лише шість годин і мали ACE лише 0,1. Найнижчим ACE серед усіх ураганів був ураган Сінді 2005 року, який був лише шість годин, і ураган Лоренцо 2007 року, який дванадцять годин був ураганом; Сінді мав ACE лише 1,5175, а Лоренцо мав нижчий ACE лише 1,475. Найнижчий ACE великого урагану (3 категорії або вище) був ураган Герда в 1969 році з ACE 5,3. У наступній таблиці показано ті шторми в Атлантичному басейні з 1851 по 2021 рік, які досягли понад 50 балів ACE.
| Шторм               | Рік  | Класифікація         | ACE  | Дні     |
| ------------------- | ---- | -------------------- | ---- | ------- |
| Ураган Три          | 1899 | Ураган 4-ї категорії | 73.6 | 28 днів |
| Ураган Іван         | 2004 | Ураган 5-ї категорії | 70.4 | 23 днів |
| Ураган Ірма         | 2017 | Ураган 5-ї категорії | 64.9 | 13 днів |
| Ураган Дев'ять      | 1893 | Ураган 3-ї категорії | 63.5 | 20 днів |
| Ураган Ізабель      | 2003 | Ураган 5-ї категорії | 63.3 | 14 днів |
| Ураган Чотирнадцять | 1932 | Ураган 5-ї категорії | 59.8 | 15 днів |
| Ураган Донна        | 1960 | Ураган 5-ї категорії | 57.6 | 16 днів |
| Ураган Керрі        | 1957 | Ураган 5-ї категорії | 55.8 | 21 днів |
| Ураган Інес         | 1966 | Ураган 5-ї категорії | 54.6 | 21 днів |
| Ураган Сем          | 2021 | Ураган 4-ї категорії | 53.8 | 14 днів |
| Ураган Луїс         | 1995 | Ураган 4-ї категорії | 53.5 | 16 днів |
| Ураган Аллен        | 1980 | Ураган 5-ї категорії | 52.3 | 12 днів |
| Ураган Естер        | 1961 | Ураган 5-ї категорії | 52.2 | 18 днів |
| Ураган Метью        | 2016 | Ураган 5-ї категорії | 50.9 | 12 днів |